# Ozero Usoch
Ozero Usoch (ryska: Озеро Усох) är en sjö i Belarus.   Den ligger i voblasten Mahiljoŭs voblast, i den centrala delen av landet, 150 km sydost om huvudstaden Minsk. Ozero Usoch ligger 140 meter över havet.
I omgivningarna runt Ozero Usoch växer i huvudsak blandskog. Runt Ozero Usoch är det ganska tätbefolkat, med 144 invånare per kvadratkilometer.